# Deleni (Ideciu de Jos), Mureș
Deleni, colocvial Potoc, (în maghiară Oroszidecs), este un sat în comuna Ideciu de Jos din județul Mureș, Transilvania, România.

## Obiectiv memorial
Monumentul Eroilor Români din Primul Război Mondial. Monumentul este de tipul cruce memorială și a fost realizat, în anul 1937, din inițiativa societății A.S.T.R.A., prin contribuția locuitorilor satului Deleni, în memoria eroilor români căzuți în Primul Război Mondial, pe fronturile din Italia și Galiția. Crucea, împreună cu soclul, sunt realizate din piatră, iar împrejmuirea este cu un gard din lemn. În plan frontal sunt înscrise numele eroilor care s-au jertfit pentru țară, în Italia și Galiția. 
Tot la Deleni se mai află și bustul primului patriarh al României Miron Cristea. 

## Așezare
Localitatea Deleni este așezată la poalele munților Gurghiu. Mai are și un cătun în a cărui prelungire este o zonă numită Bârloji Cătun și Birloji . O parte a cătunului mai poartă denumirea de Bulei. Face parte din comuna Ideciu de Jos, care mai cuprinde Ideciu de Jos și Ideciu de Sus. Cel mai apropiat oraș este Reghin. Deleni se învecinează cu Ideciu de Jos, Ideciu de Sus, Idicel Sat, Idicel Pădure, Fundoaia, Larga, Păuloaia, Cașva, Adrian și Jabenița.

## Atestare documentară
Pentru prima dată a fost atestat documentar în anul 1319, mai exact într-un act de partaj al fiilor Dionisie (14 decembrie 1319). De-a lungul anilor satul s-a numit Potoc (1850), iar după Unirea Transilvaniei cu România i-a fost atribuit numele de Deleni.

## Populația
Statisticile spun că, între anii 1760-1762, aici locuiau 32 de familii, cu circa 150 de suflete, existând o parohie ortodoxă, o biserică și un preot. La recensământul din anul 1857, sunt consemnate: 79 de case, 96 de locuințe și 457 de localnici. După ocupația austro-ungară, avem următoarele date: un preot, 71 de proprietari de pământ, 18 zilieri. Recensământul populației din 1930 consemnează 671 de locuitori, la cel din 1992 fiind înregistrați 379 de locuitori.

## Pierderile în războaie
În timpul Primului Război Mondial (1914-1918), au căzut, pentru credință, neam și țară, 22 de eroi, ale căror nume au fost încrustate în piatra monumentului ridicat în localitate, în anul 1924. În anii celui de-Al Doilea Război Mondial, au căzut pentru pământul străbun încă 14 eroi.

## Folclor
Locuitorii din Deleni au trăit și momente de bucurie, exprimate prin cântec și joc. În anul 1925, echipa de dansuri cu jocul bărbătesc ,,Cu bâta" a participat, la Reghin, la un festival etnografic. În anii ce au urmat, ea avea să ducă faima locuitorilor de aici în țară și peste hotare, obținând numeroase premii și medalii.

## Imagini

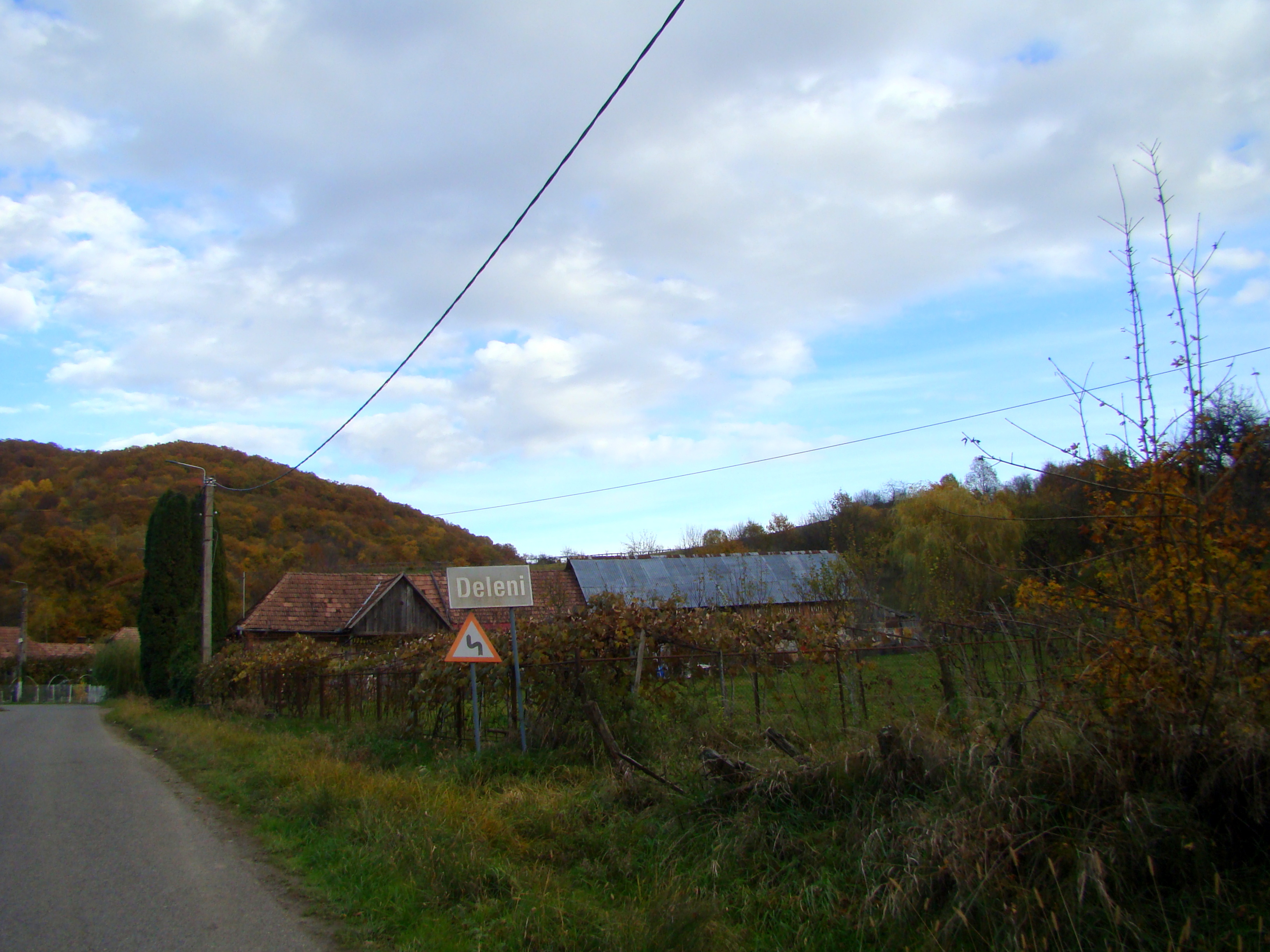
Intrarea în localitate
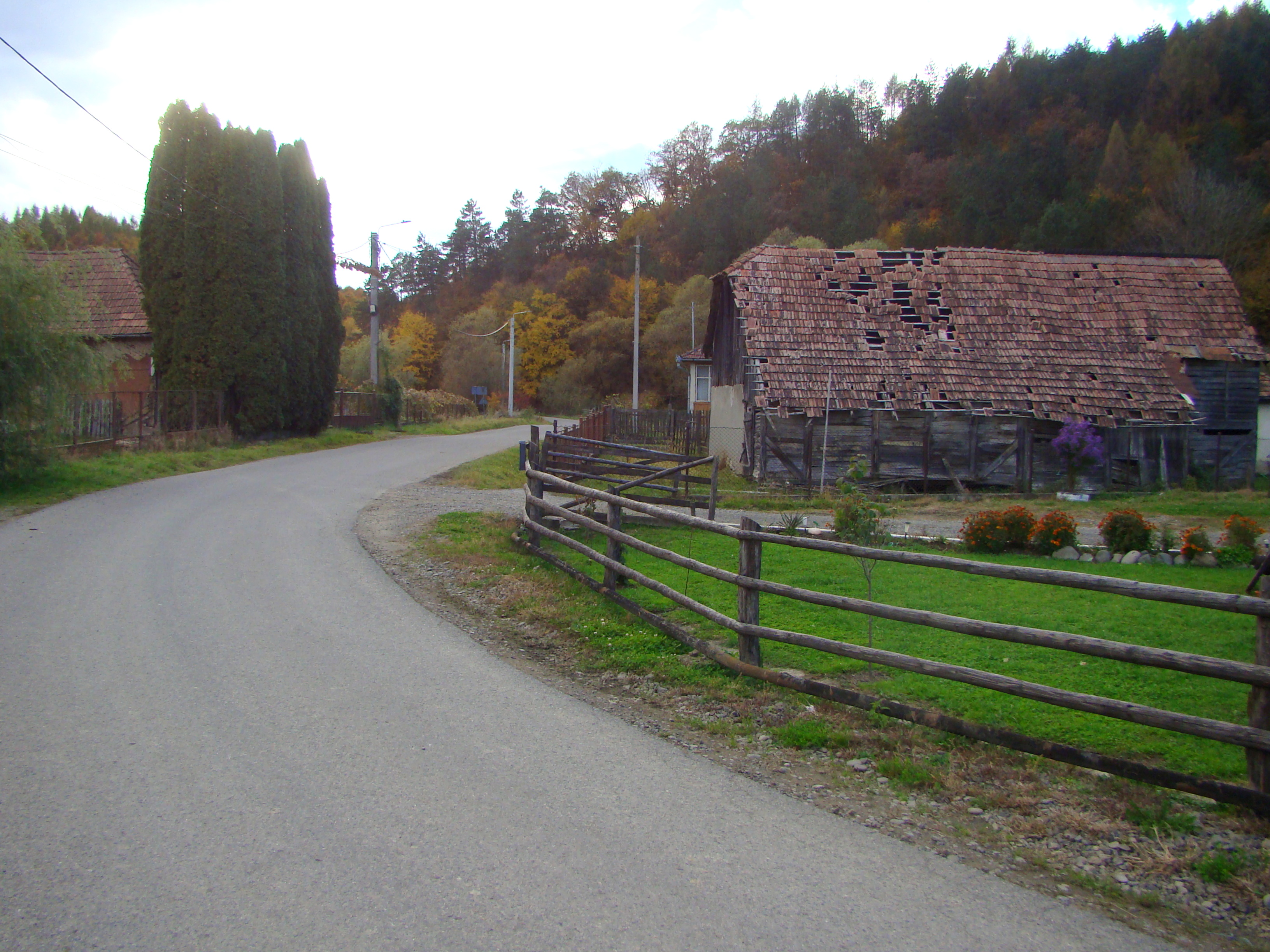
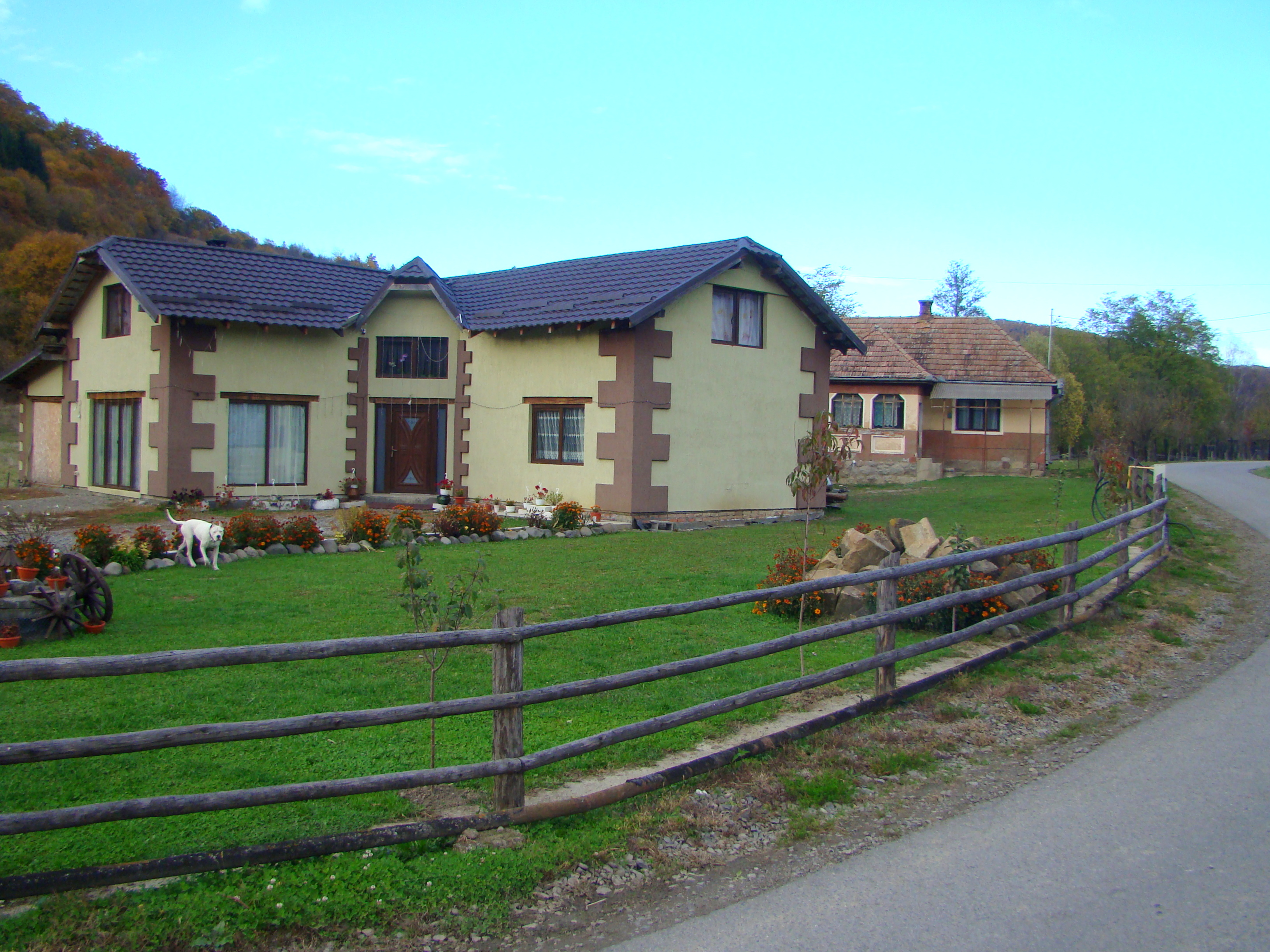
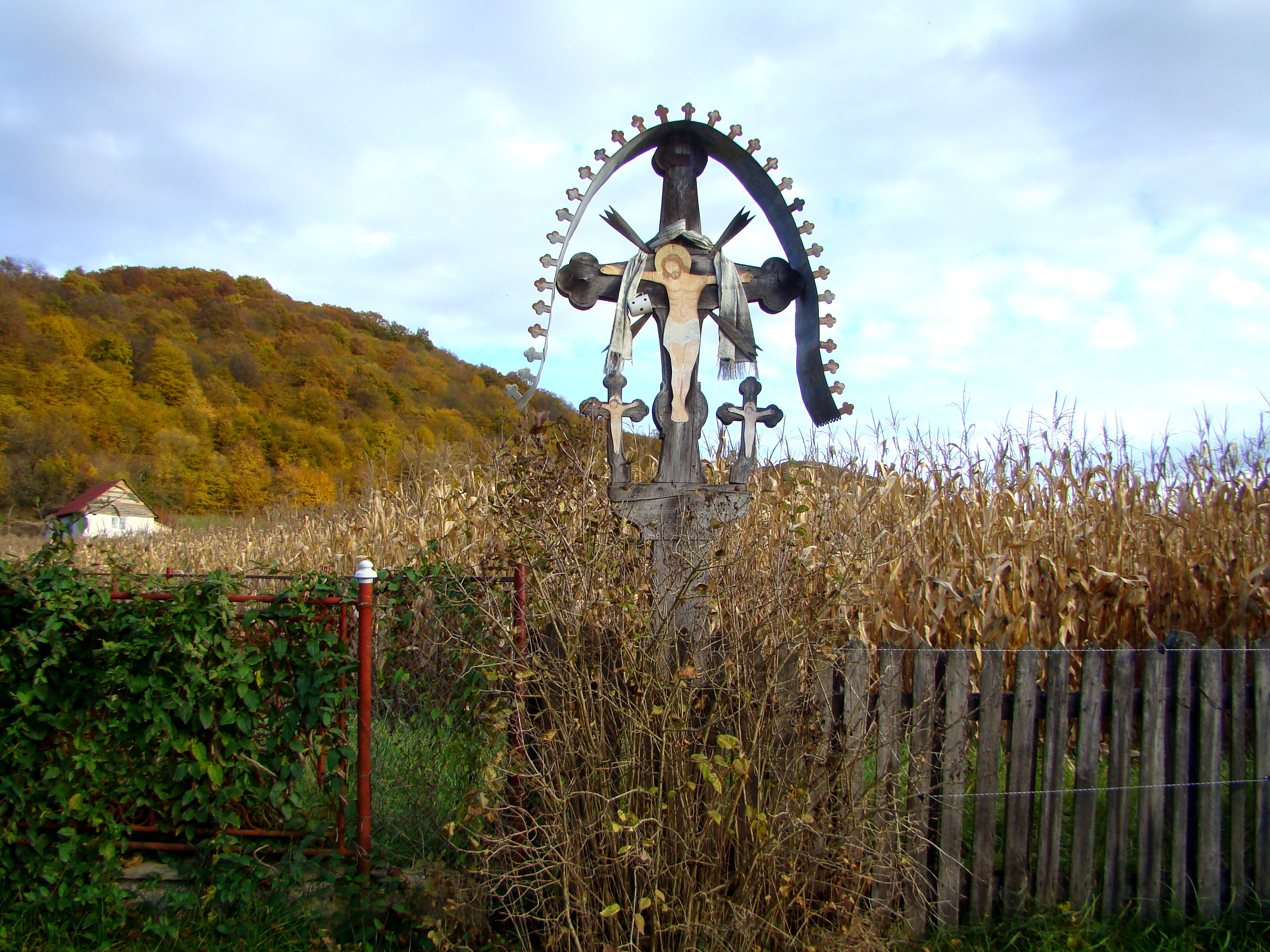
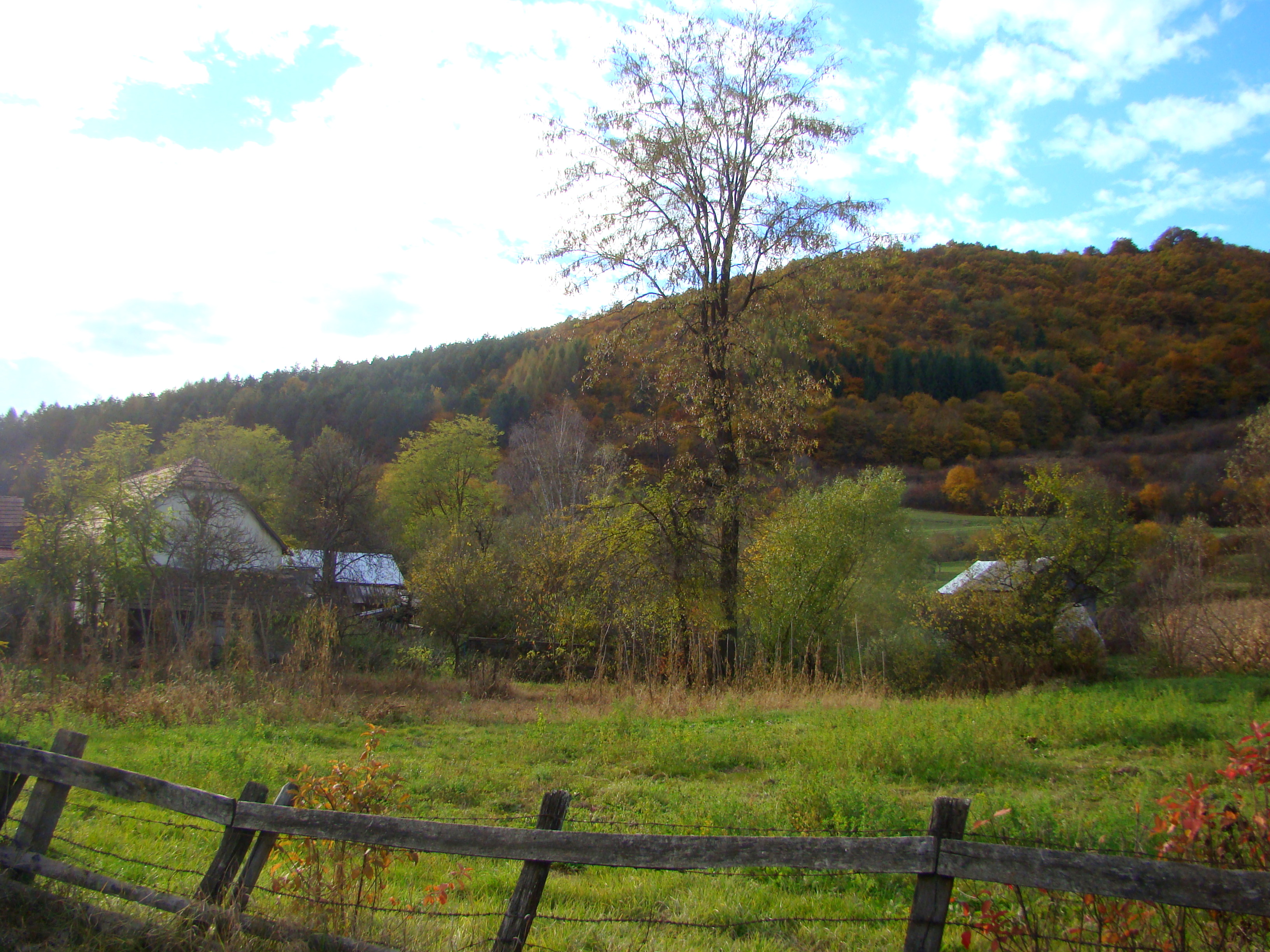
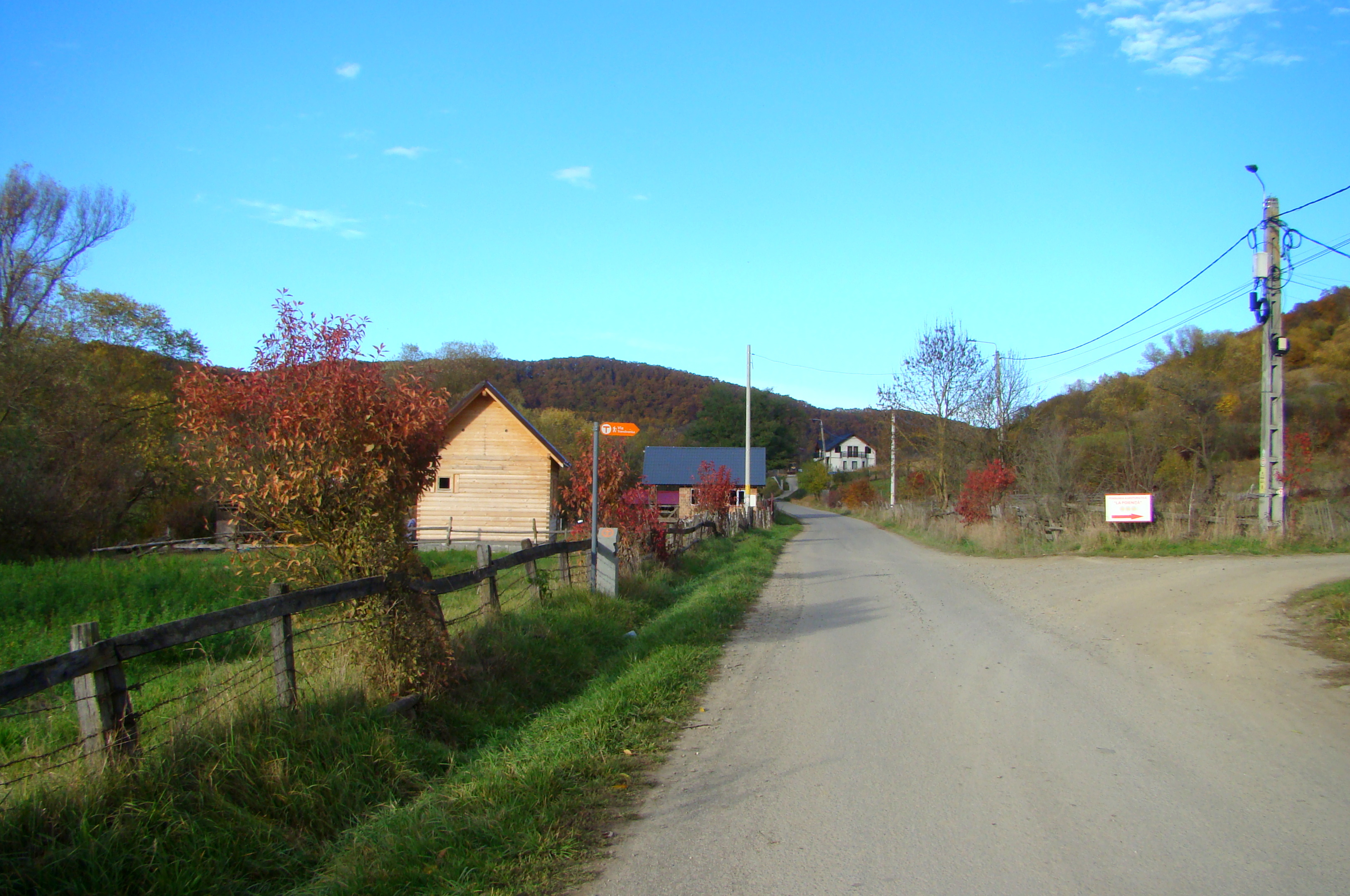
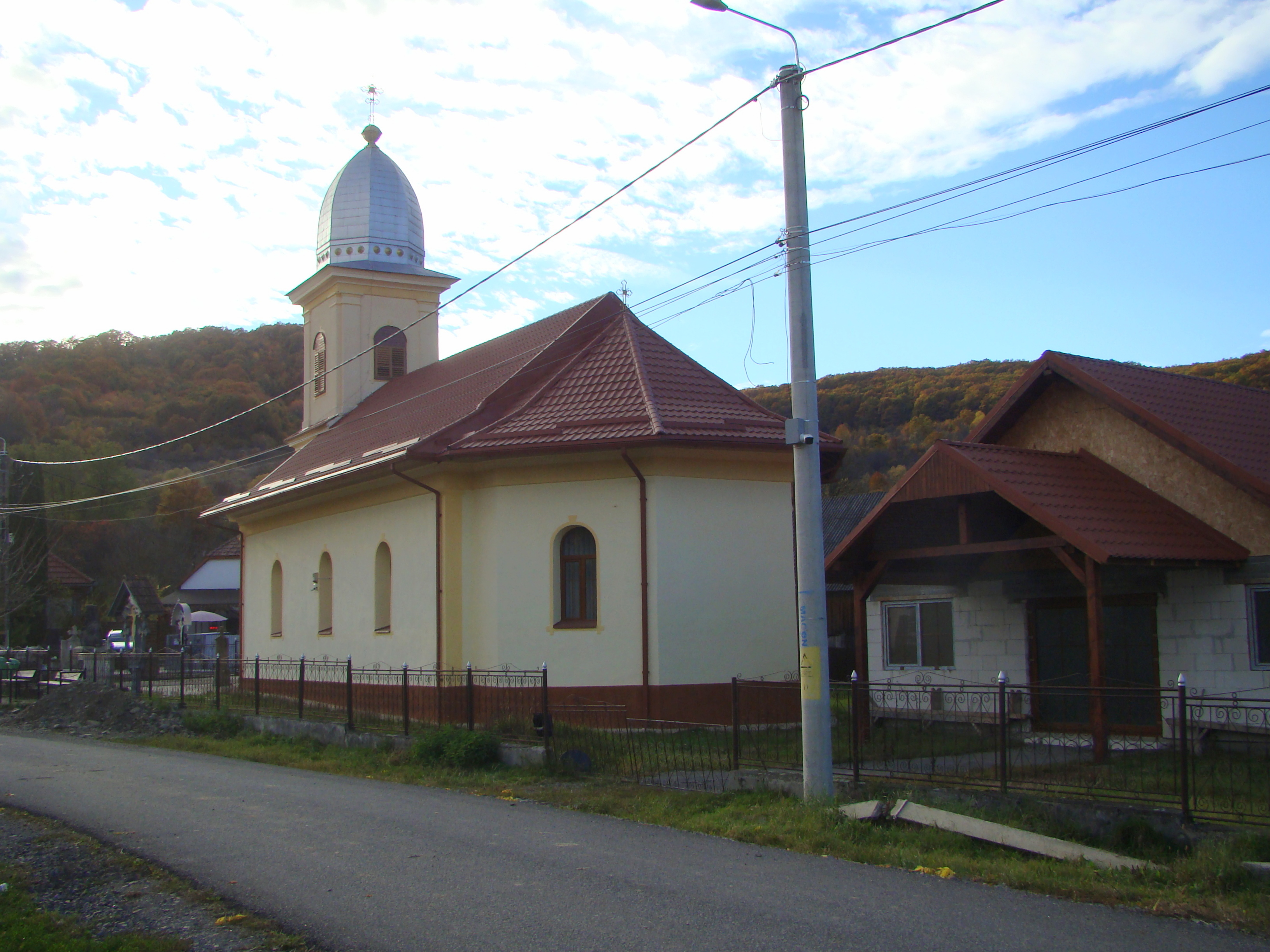
Biserica ortodoxă
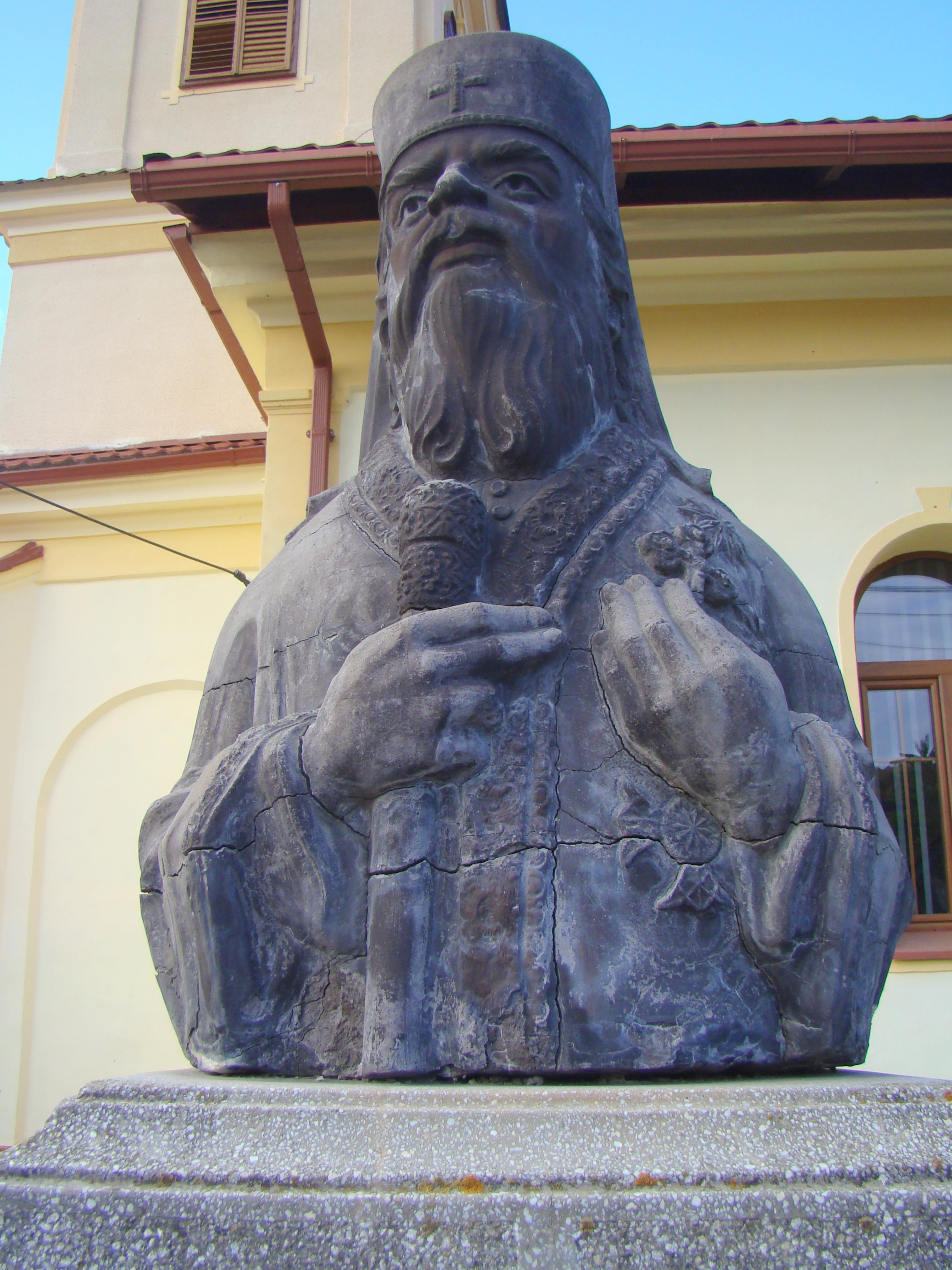
Bustul primului patriarh al României Miron Cristea
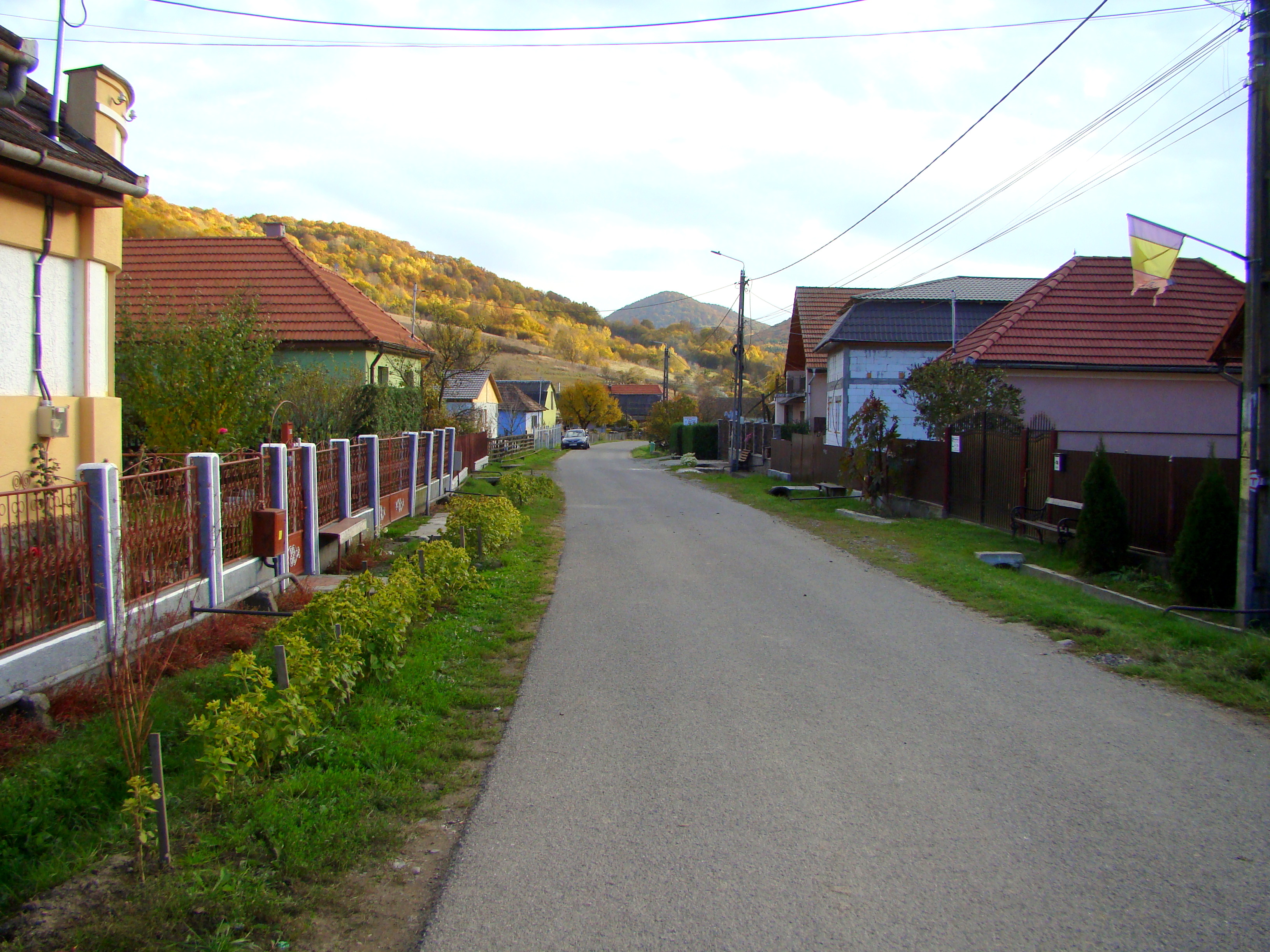
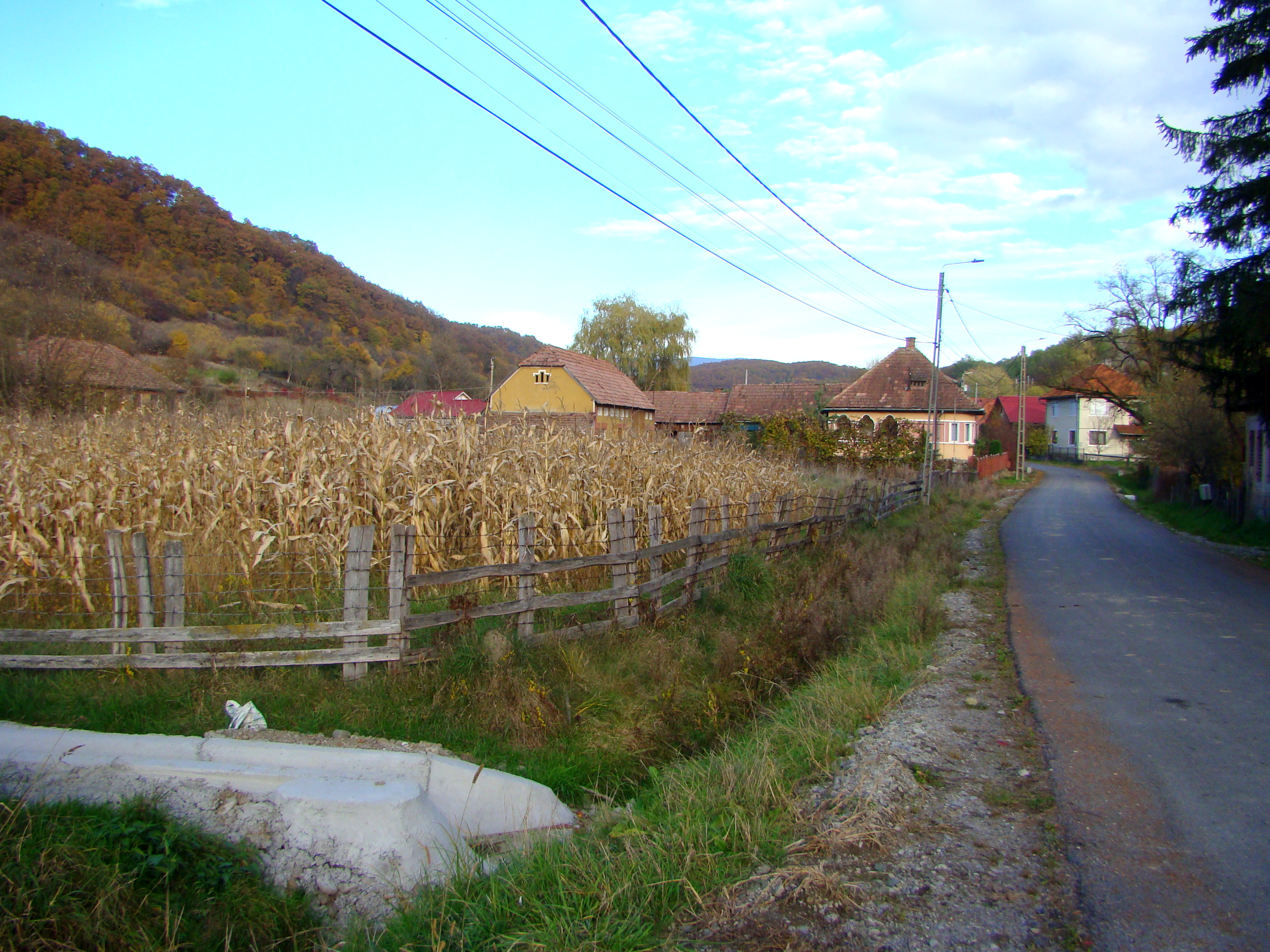
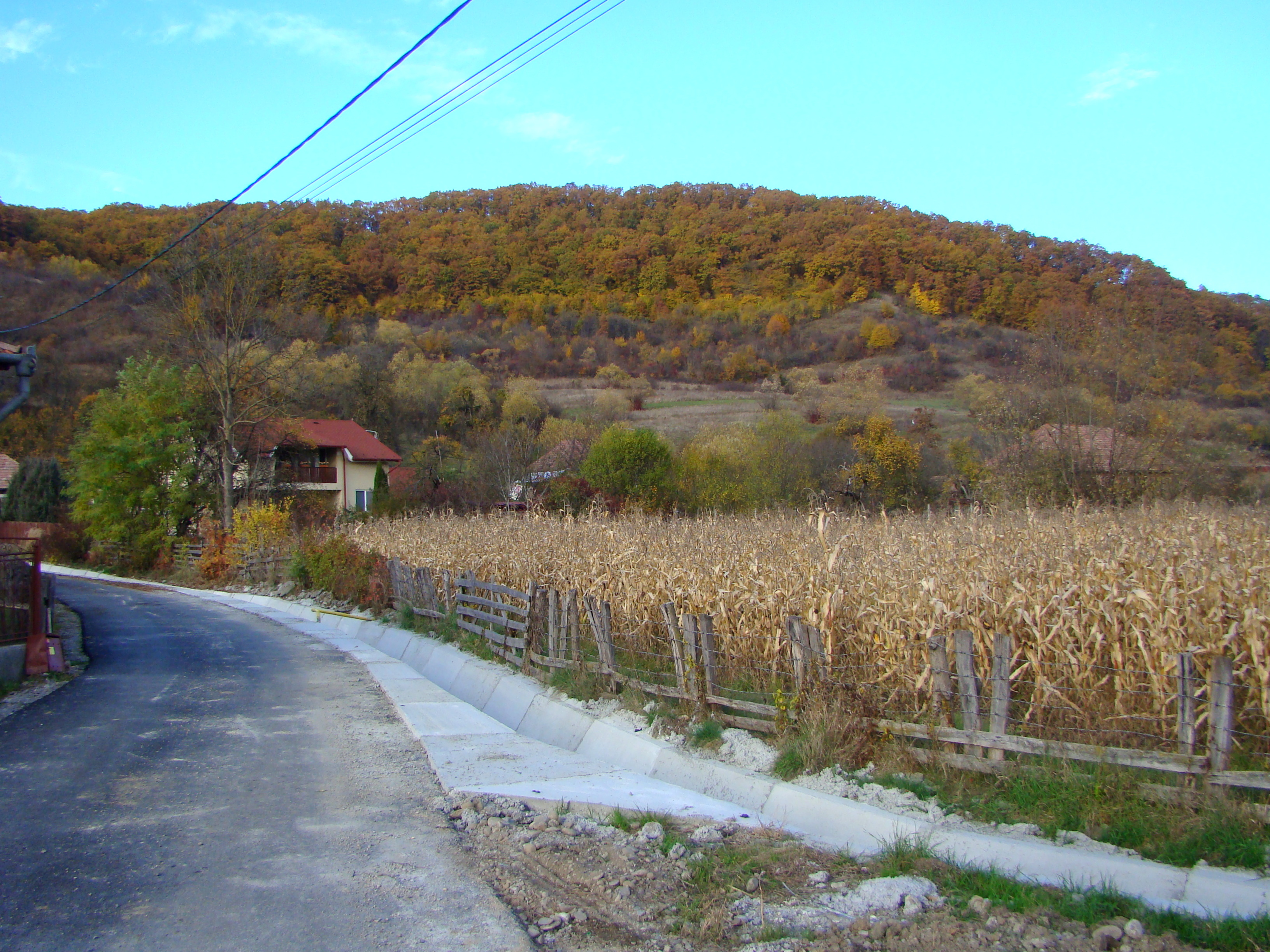
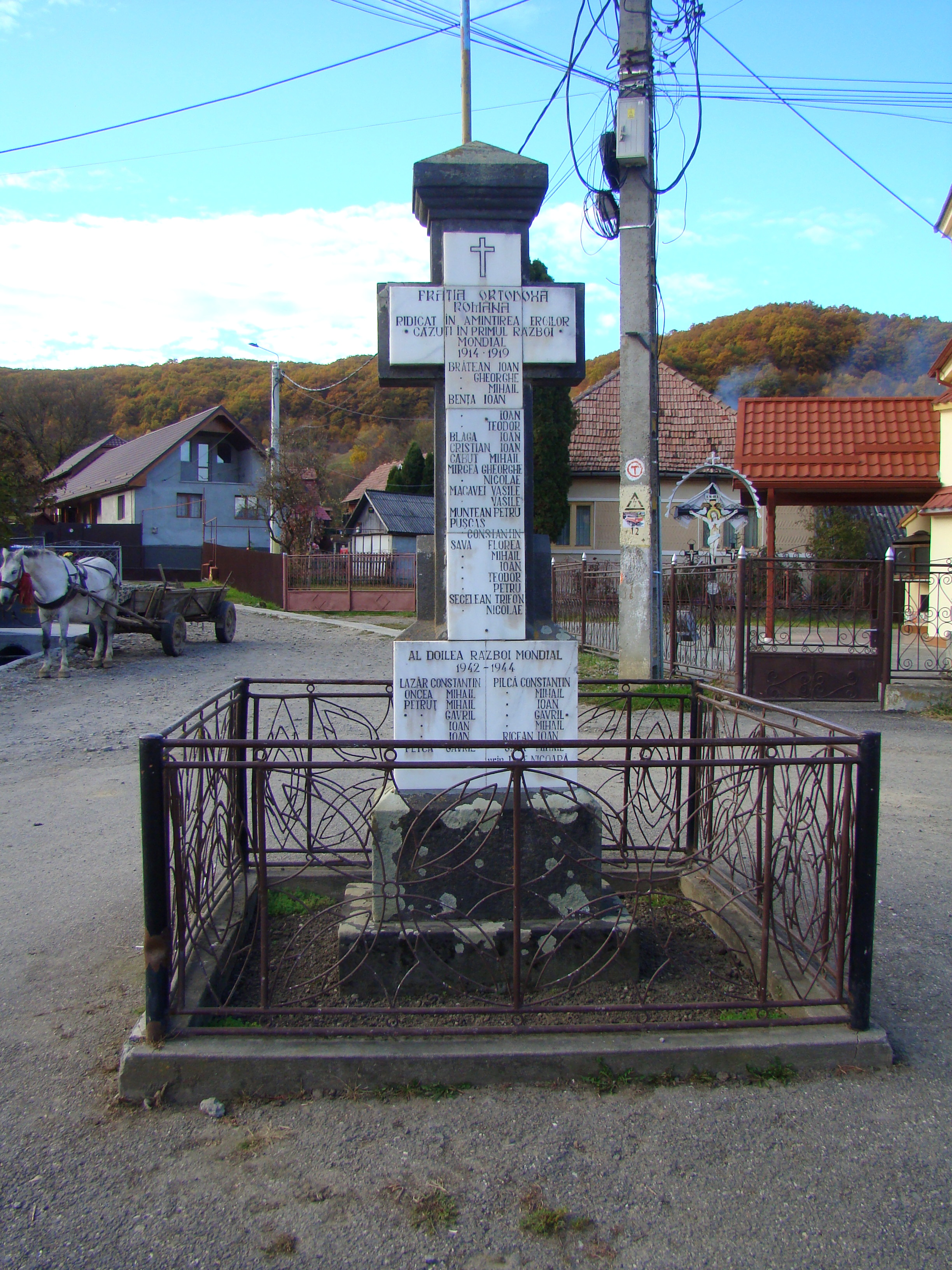
Monumentul eroilor
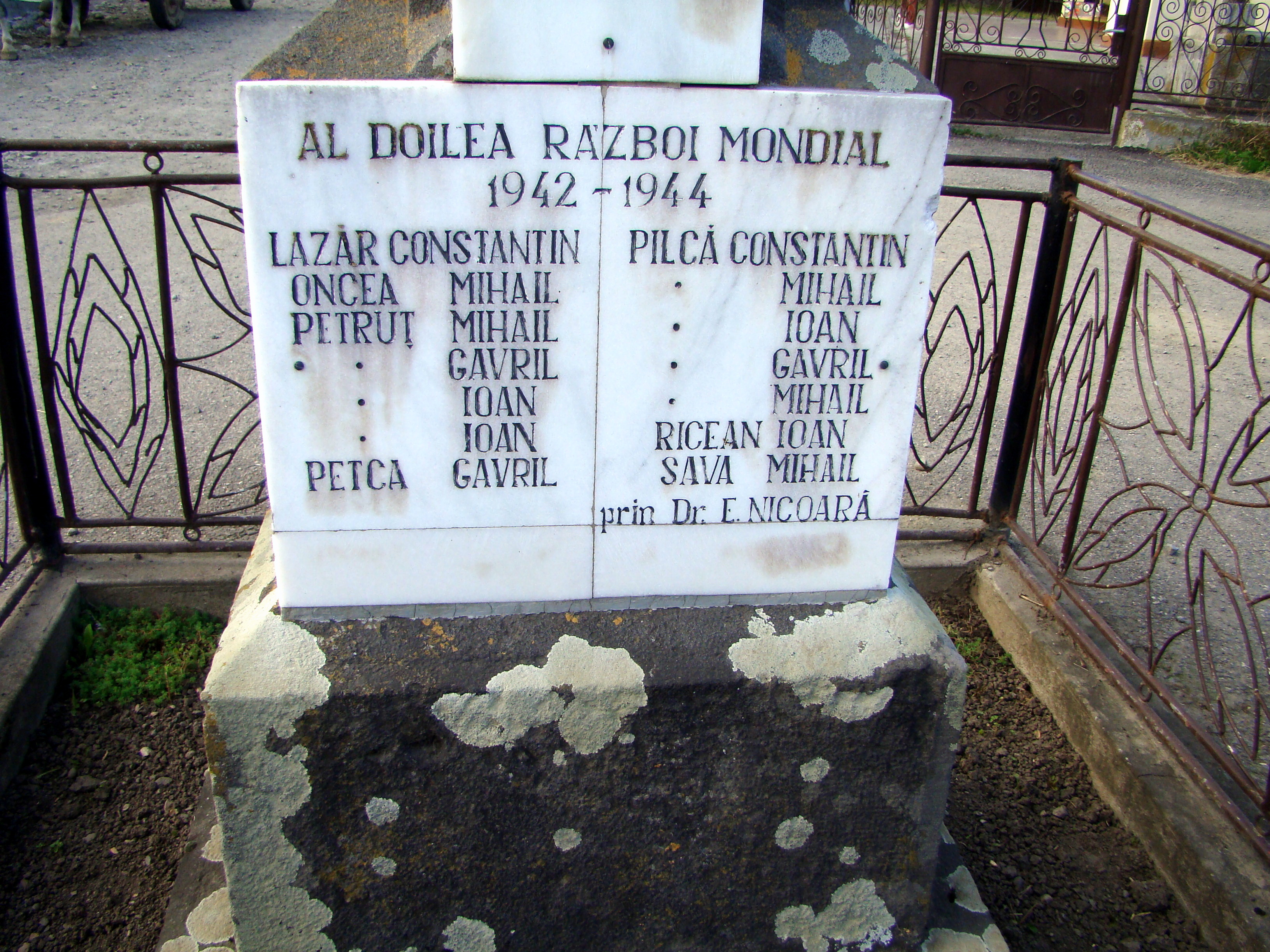
Monumentul eroilor (detaliu)
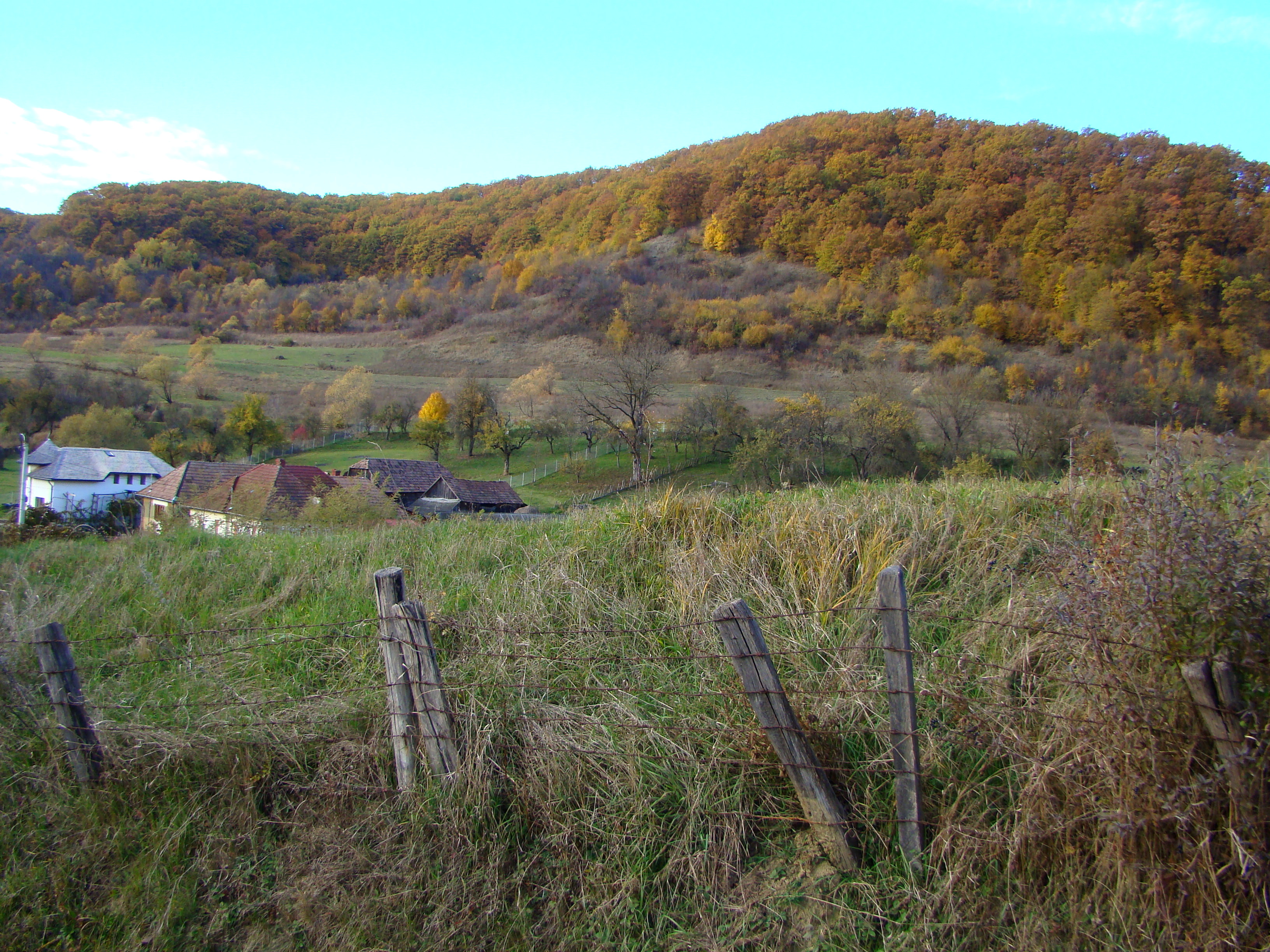
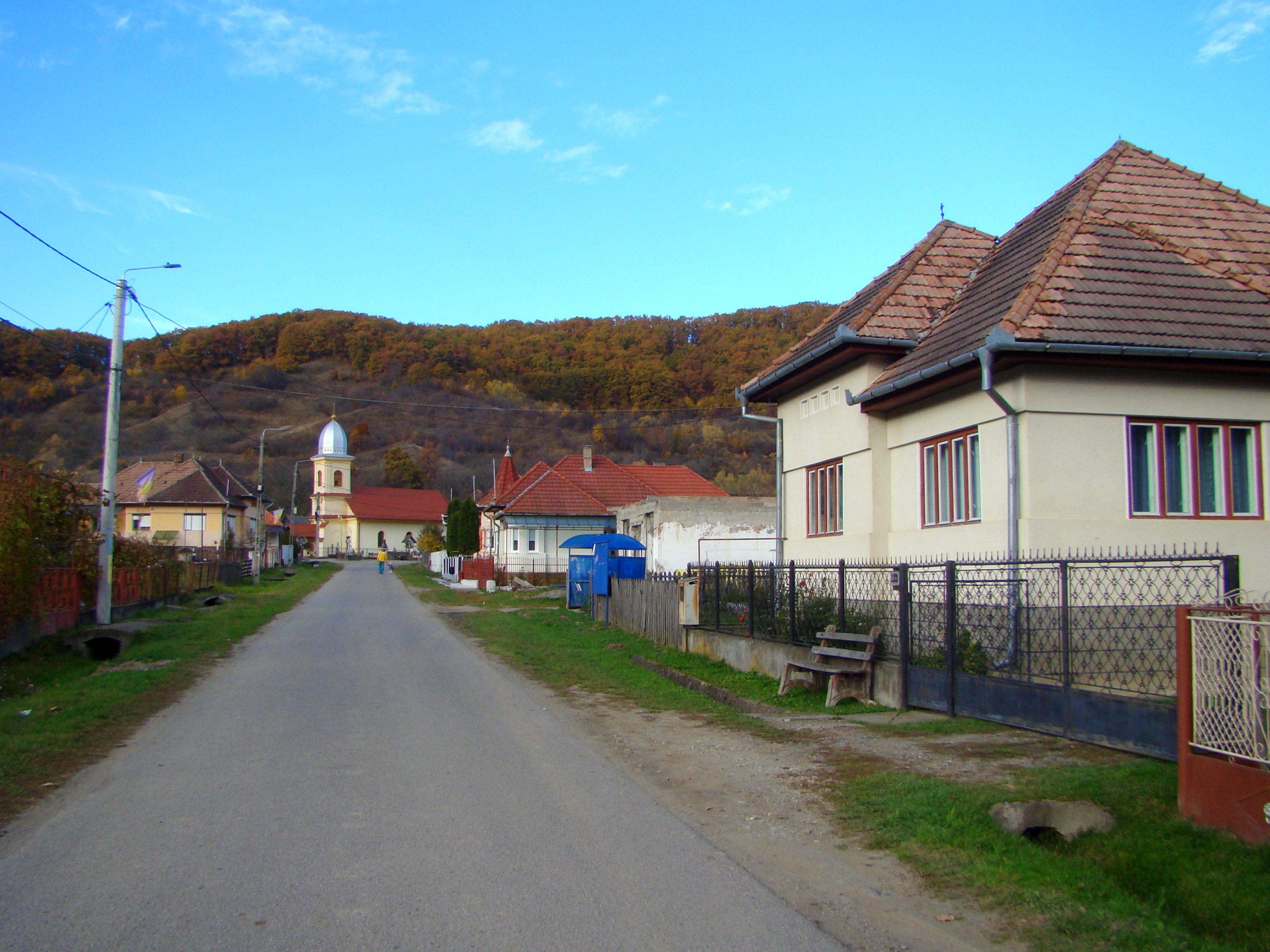
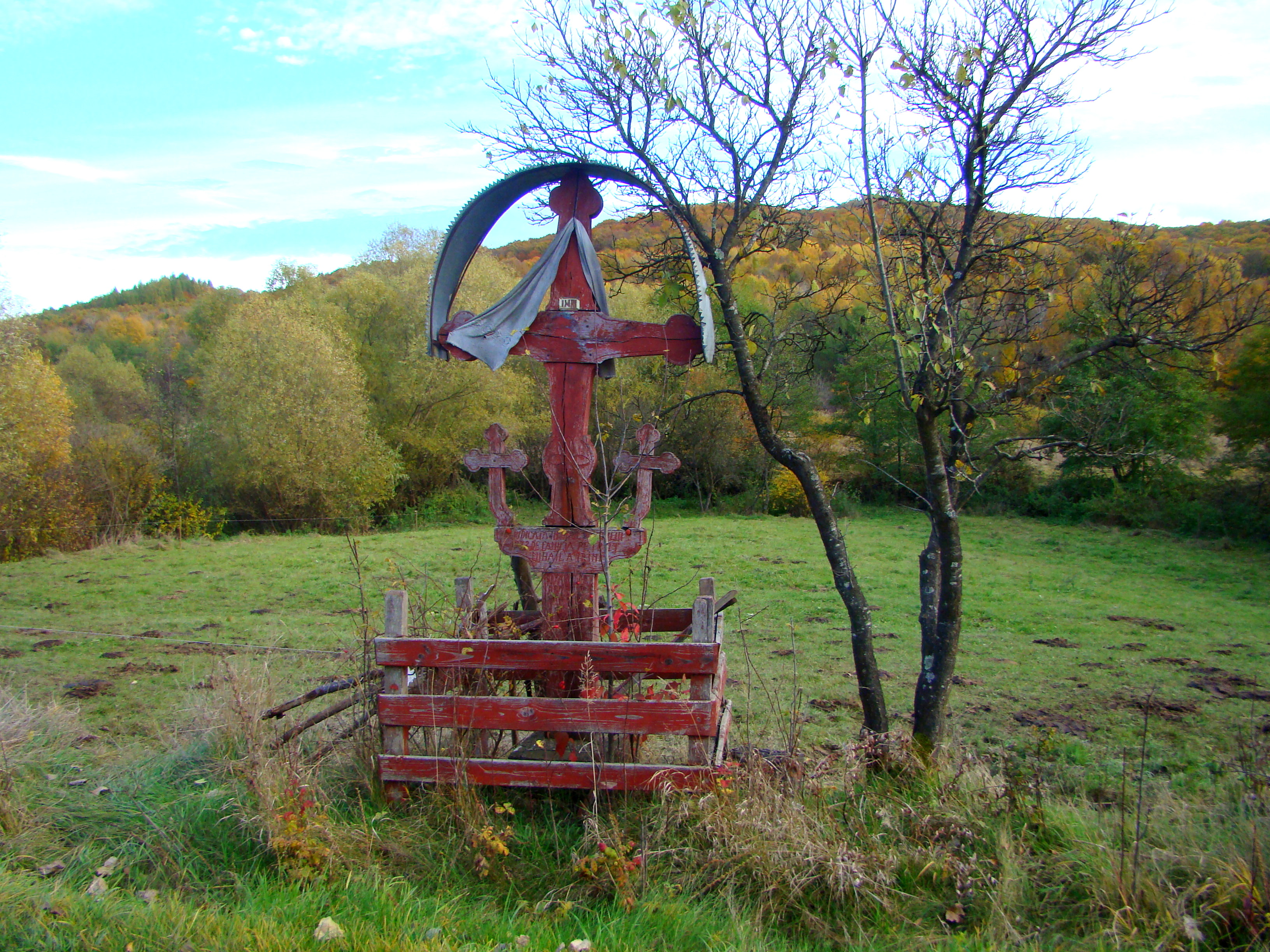
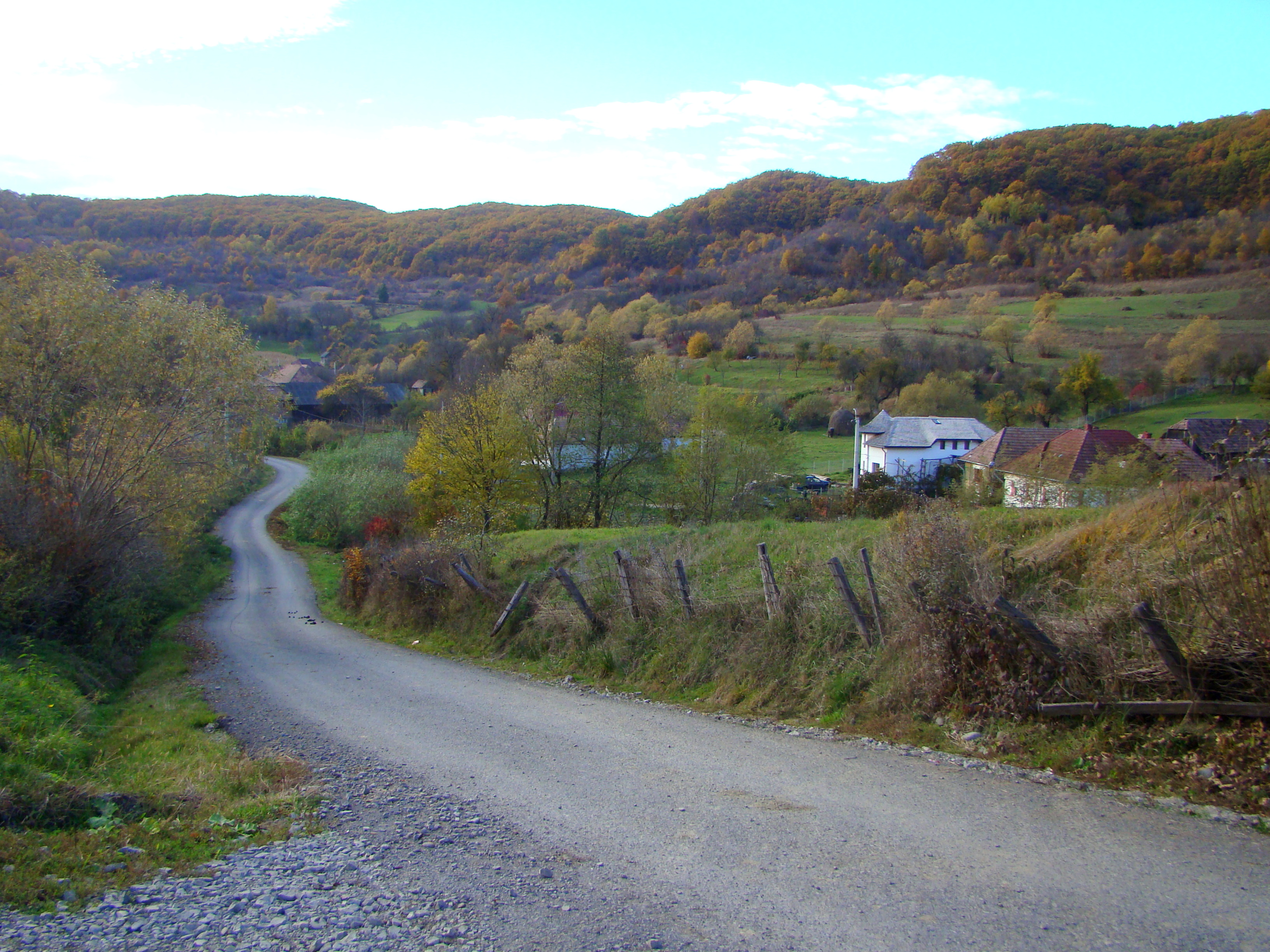
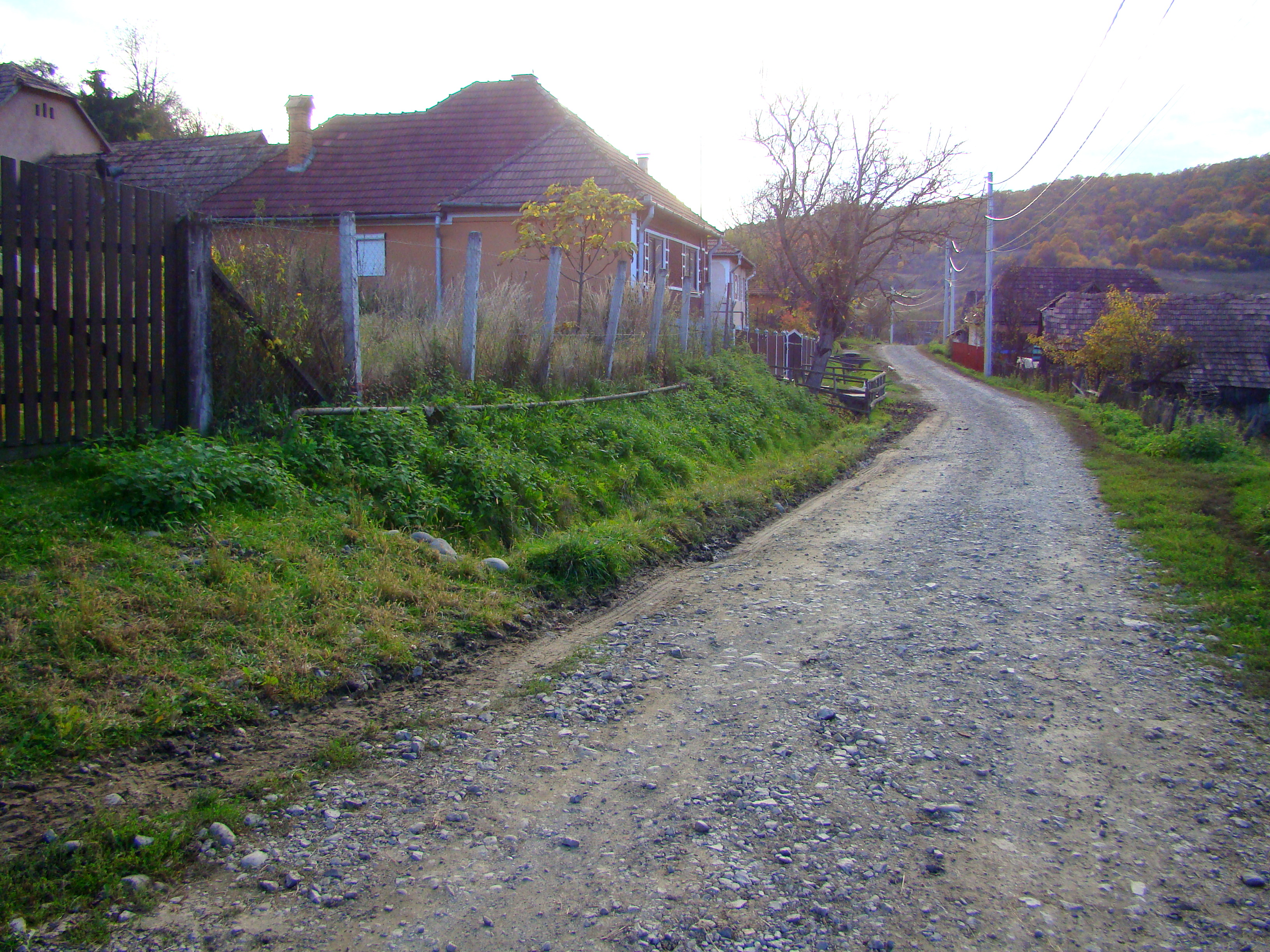
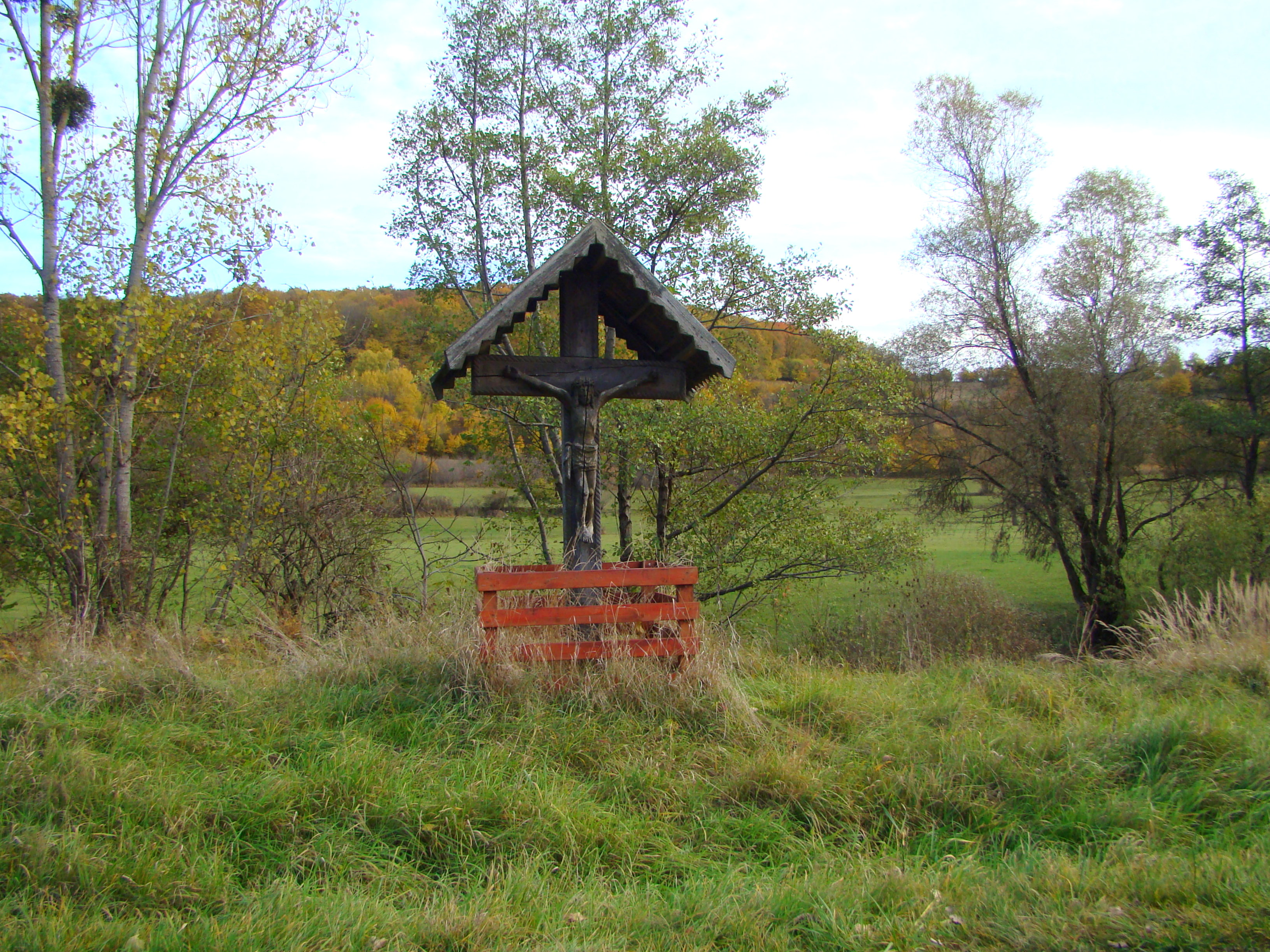
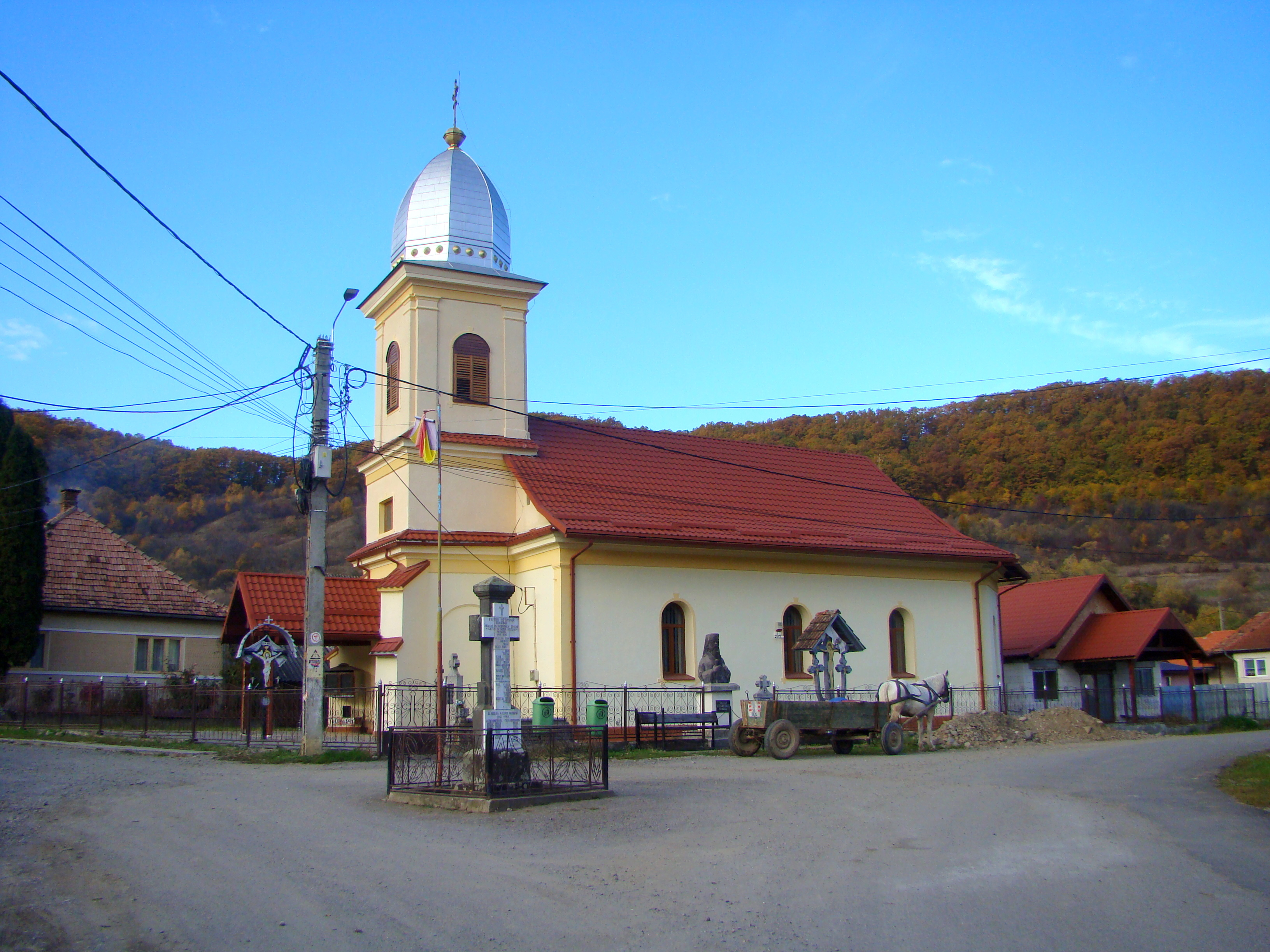
Biserica ortodoxă
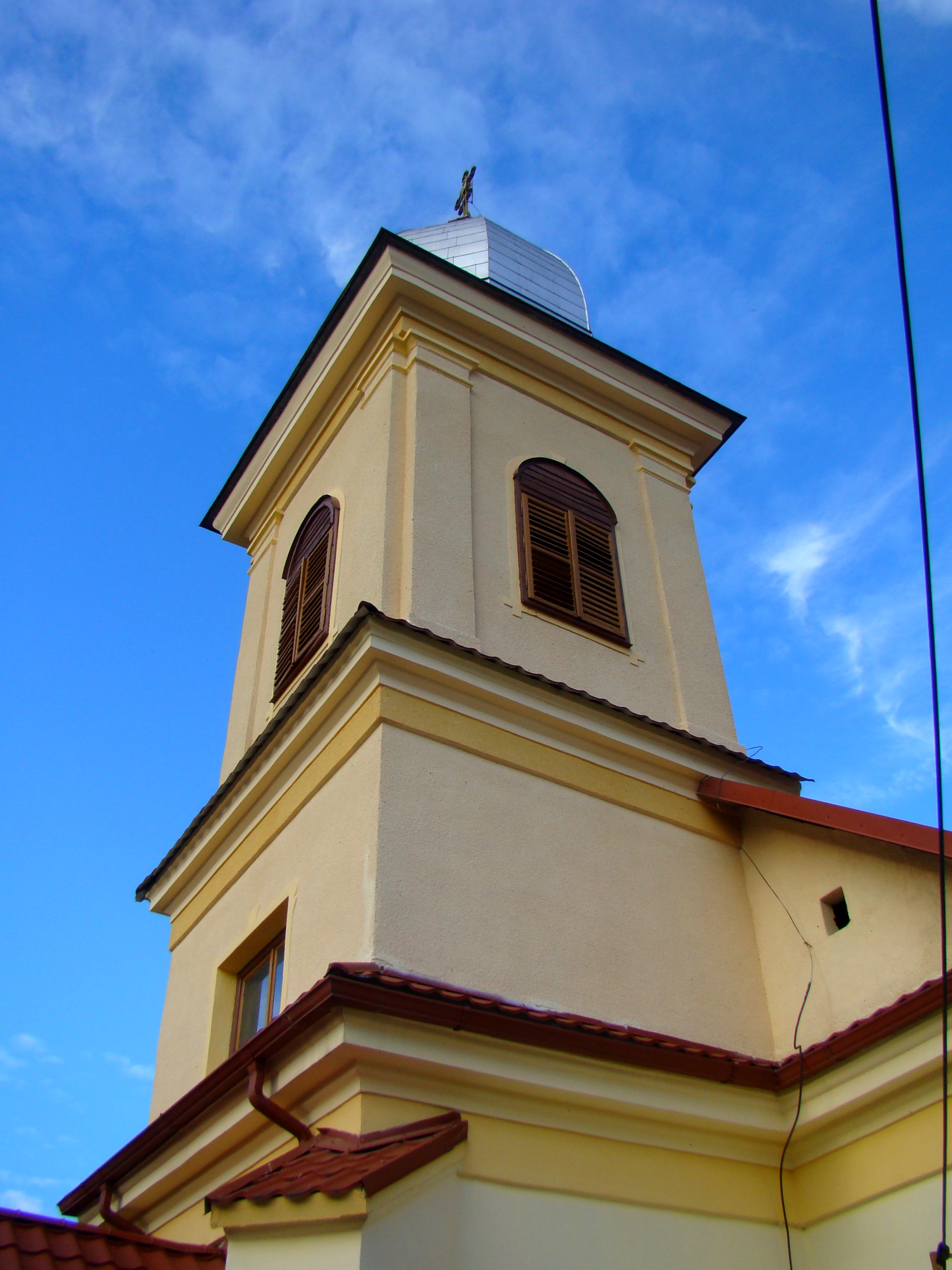
Turnul
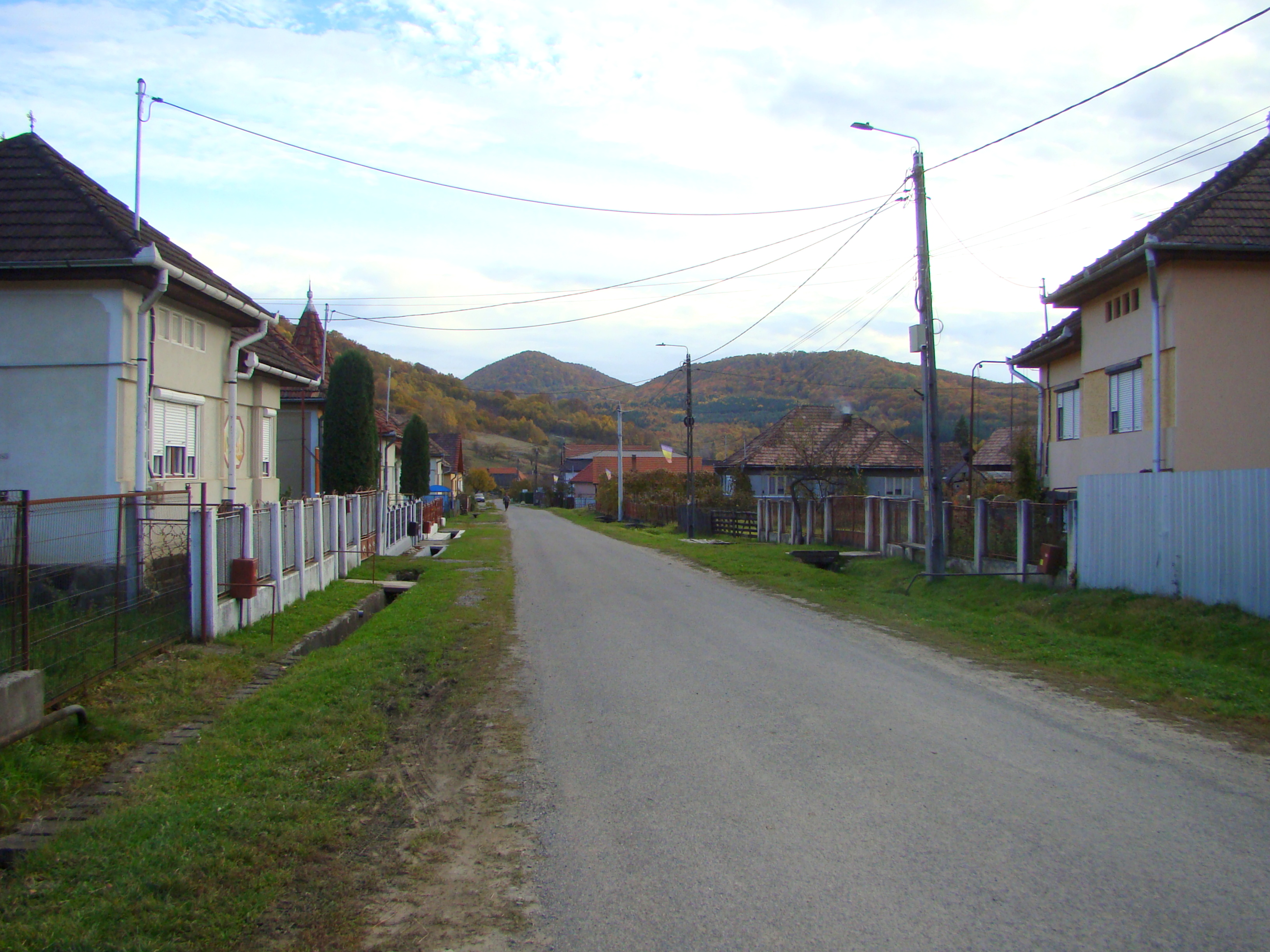
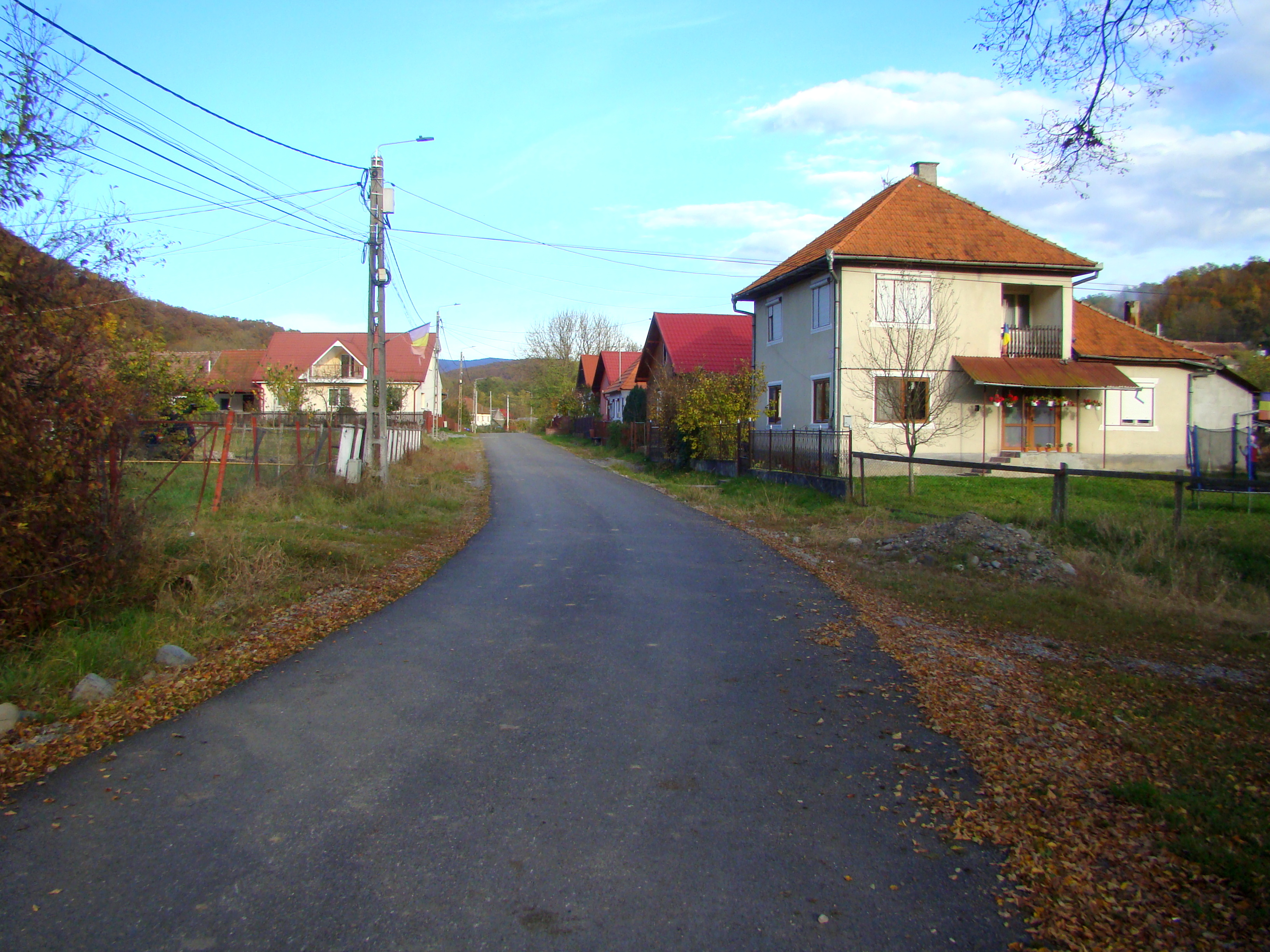
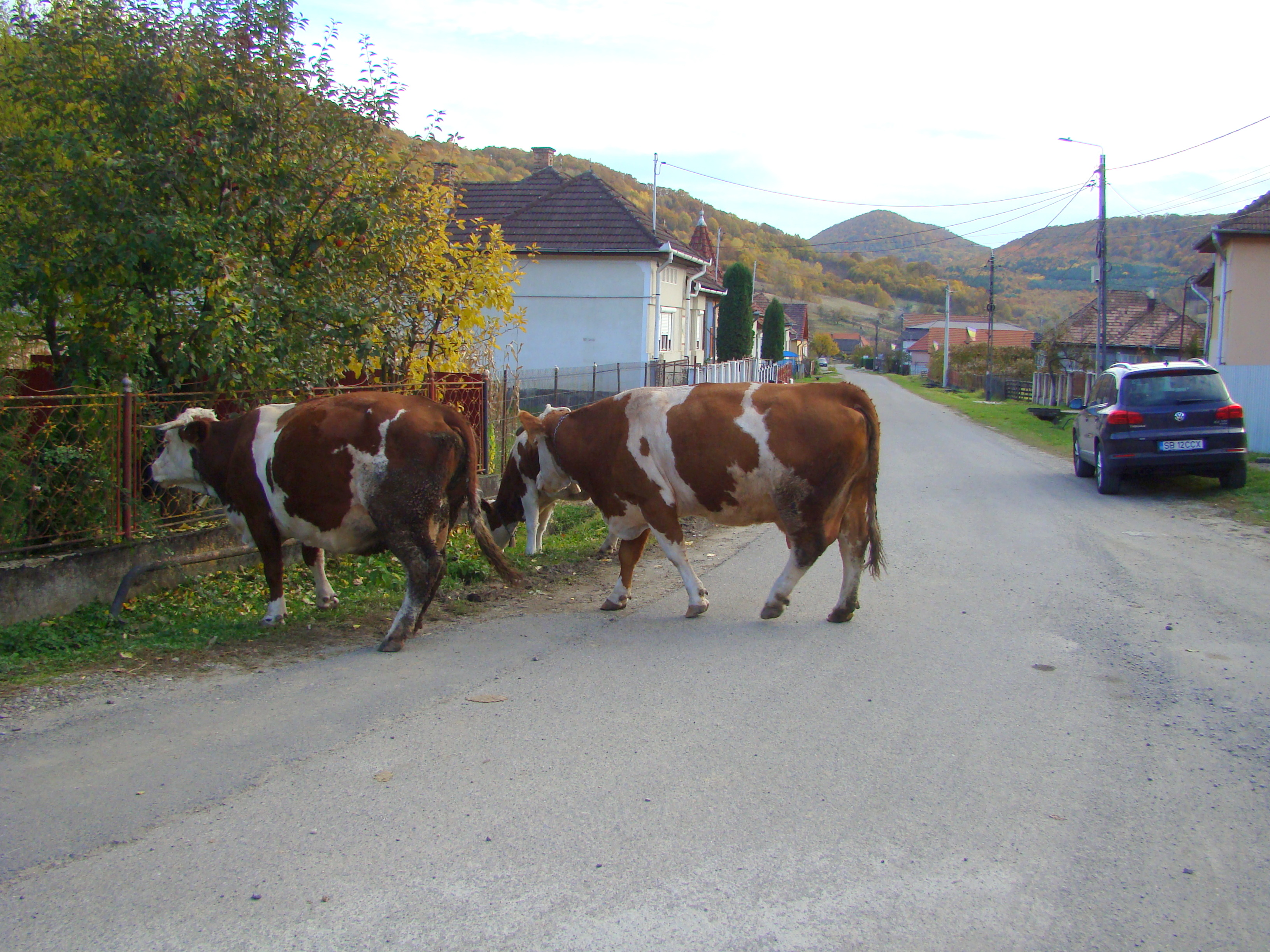